# Тёплые Ключи (деревня, Красноярский край)
Тёплые Ключи — упразднённая деревня в Иланском районе Красноярского края России. Входила в состав Далайского сельсовета. Исключена из учётных данных в 2001 году.

## География
Располагалась южнее остановочного пункта Далай, на расстоянии приблизительно 1,5 км по прямой к югу от села Далай.

## История
Основана в 1899 году. По данным на 1926 год деревня Тёплый Ключ состояла из 54 хозяйств, в ней имелась школа 1-й ступени. В административном отношении входила в состав Далайского сельсовета Канского района Канского округа Сибирского края.

## Население
По данным переписи 1926 года в деревне проживало 325 человек (156 мужчин и 169 женщин), основное население — русские.